# کنپا پولسکا
کنپا پولسکا (به لهستانی:  Kępa Polska) یک روستا در لهستان است که در گمینا بوزانوو واقع شده‌است.